# منصور قندریز
منصور قندریز (زادهٔ ۱۱ اسفند ۱۳۱۴ – درگذشتهٔ ۷ اسفند ۱۳۴۴) نقاش ایرانی و از پایه‌گذاران مکتب سقاخانه بود که در مدت کوتاه عمر خویش تأثیر بسزایی در جریان نقاشی ایران گذاشت. او که یک نقاش نوپرداز بود، همواره بر حضور کیفیتی معنوی در آثارش تأکید داشت. طوری که نقاشی‌هایش به ندرت به مرز انتزاع مطلق می‌رسید.
منصور قندریز پس از زاده شدن در تبریز، تحصیلات خود در رشته نقاشی را در هنرستان هنرهای زیبا و دانشکده هنرهای تزئینی تهران گذراند و از بنیانگذاران جنبش سقاخانه محسوب می‌شود.
وی به همراه مرتضی ممیز، سیروس مالک، صادق تبریزی، فرامرز پیلارام، قباد شیوا، فرشید مثقالی و تنی چند از هنرمندان آن دوران تالار ایران را تأسیس کردند که امروزه از نگارخانه‌های تعطیل شده تهران است. پس از درگذشت منصور قندریز، تالار ایران به تالار قندریز تغییر نام داد.
او در سی سالگی بر اثر تصادف رانندگی درگذشت.

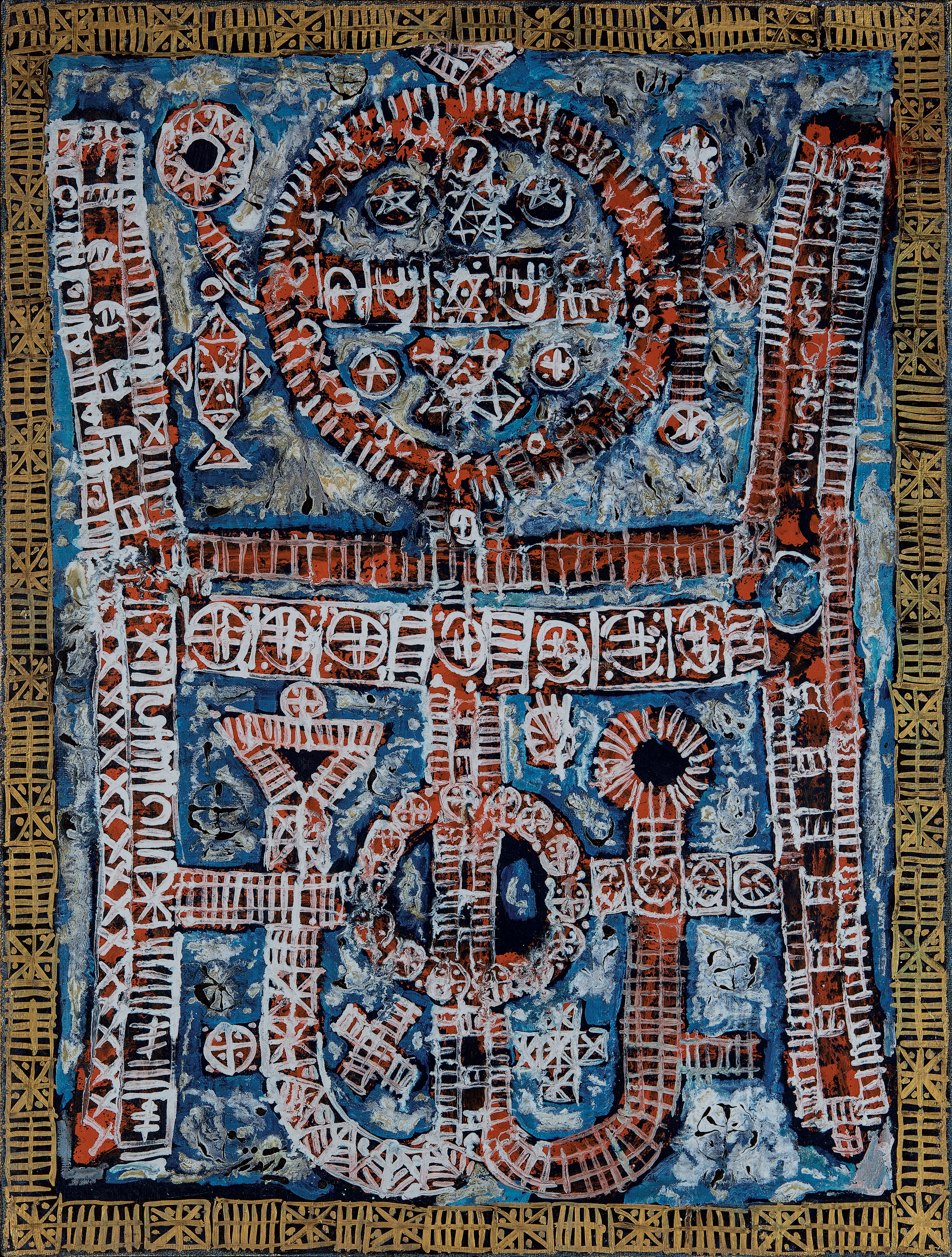
بدون عنوان، ترکیب مواد روی گونی. تاریخ خلق اثر اوایل دههٔ ۱۳۴۰ است.

کتاب «از آفتابی به آفتاب دیگر»، گزیده آثار منصور قندریز است که توسط انتشارات نظر به چاپ رسیده‌است.